# انتخابات مقدماتی ریاست‌جمهوری ایالات متحده آمریکا

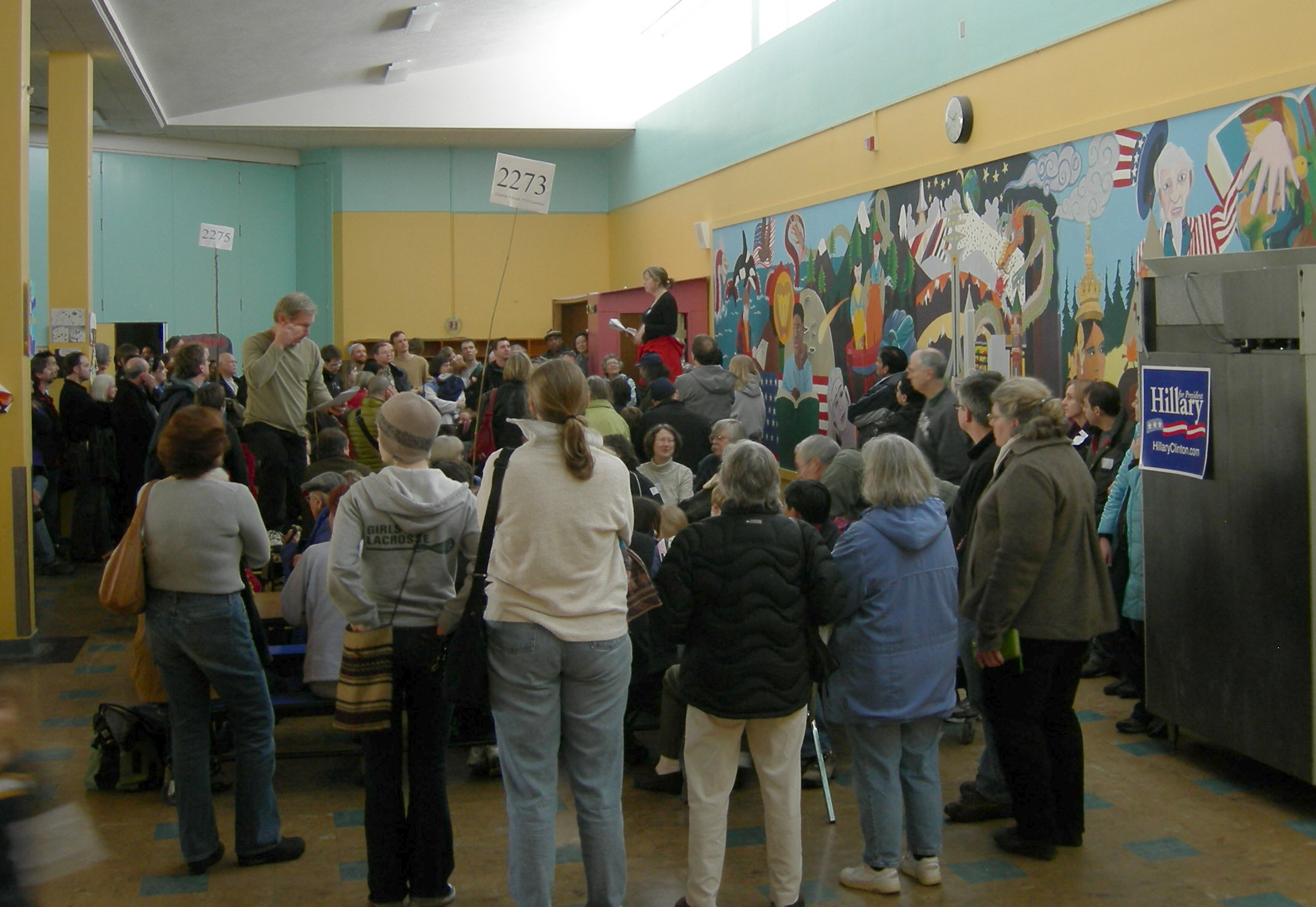
جلسه انجمن حزب دموکرات در ناهارخوری یکی از دبیرستان‌های ایالت واشینگتن در سال ۲۰۰۸

انتخابات مقدماتی نخستین مرحله انتخابات ریاست جمهوری ایالات متحده آمریکا است. انجمن‌های حزبی ویا Caucus مجامع اختصاصی سران و اعضاء حزب هستند که با هدف انتخاب نامزده‌های انتخاباتی و نمایندگانی که باید در کنوانسیون‌های ملی در ایالات متحده آمریکا حزب شرکت کنند، تشکیل می‌شوند. روند طولانی ودشوار انتخابات ریاست جمهوری ایالات متحده آمریکا یا مجالس قانونگذاری و فرمانداری‌ها از همین نقطه آغاز می‌شود. در ایالات متحده آمریکا انتخابات بیش از آنکه در میان احزاب ایالات متحده آمریکا مختلف جریان داشته باشد، میان رقبای داخل یک حزب صورت می‌گیرد و تنها در آخرین مرحله وچند هفته مانده به برپایی انتخابات عمومی، نامزده‌های احزاب رو دروری یکدیگر قرار می‌گیرند.
هر فردی که قصد داشته باشد در انتخابات شرکت کند، ابتدا باید در سلسله مراتب حزب خود به پیروزی دست یابد. اولین مکانی که فرد شانس خود را امتحان می‌کند، انجمن‌های حزبی است. در این انجمن‌ها، نامزدها به گونه‌های متفاوتی به عنوان نامزد حزب معرفی می‌شوند. فرد نامزد یا از سوی رهبران انجمن معرفی می‌شود، یا در جریان بحث و گفتگو در کنوانسیون‌های حزبی برگزیده می‌شود یا اینکه نهایتاً اعضاء حزب، وی را اتنخاب می‌کند، در بعضی از مواقع نیز هر سه شیوه بطور هم‌زمان اجرا می‌شود.
پس از تشکیل انجمن‌های حزبی و معرفی چند نامزد از سوی هریک از این انجمن‌ها، رقابت اصلی آغاز می‌شود. در این مرحله تمام پارامترهایی که در یک انتخابات عمومی وجود دارد، نظیر مسائل منطقه‌ای، جغرافیایی، نژادی، فرهنگی و انتظارات اقتصادی مطرح می‌شود. به عبارت دیگر نامزدها باید با ارائه برنامه‌های خود در کلیه امور اجتماعی و سیاسی، آراء بخشی از اعضاء حزب را به خود جلب کنند و به کسب هر چه بیشتر حامیان قدرتمند درحزب بپردازند. در انتخابات مقدماتی، مسائل منطقه‌ای از اهمیت زیادی بر خودار است. عمدتاً احزاب ایالتی به نامزدی از همان منطقه یا ایالت رای می‌دهد. به عنوان مثال فردی که به جنوب تعلق داشته باشد می‌تواند به کسب آراء ایالت‌های جنوبی اطمینان داشته باشد. بخشی شدن آراء دربسیاری از مواقع به از هم گسیختگی حزبی و تضعیف حزب در اتنخابات عمومی منجر می‌شود.
بارها دیده شده‌است که به دلیل حضور دو یا چند رقیب سرسخت وقدرتمند در داخل حزب، انتخابات مقدماتی با جنگ ویرانگری داخلی همراه شده و همین مسئله قدرت حزب رادرمقابل رقیب کاهش داده‌است. بعلاوه از آن آنجا که به هیچ عنوان انضباط حزبی در احزاب ایالات متحده حاکم نیست، بارها اعضاء به دلیل همین خصومت‌ها، در انتخابات عمومی به نامزد حزب رقیب رای داده‌اند. از این رو پیش‌بینی نتایج انتخابات ریاست جمهوری در آمریکا تا چند هفته قبل از برگزاری آن تقریباً غیرممکن است. بعلاوه، در صورت ناکامی رهبران ایالتی دریافتن راه حل مشکلات، چه بسا این اختلافات حتی تا پایان دوره ریاست جمهوری باقی بماند و نمایندگان احزاب ایالتی در ائتلاف با حزب رقیب، علیه برنامه‌های رئیس‌جمهور عمل نمایند.
هر یک از نامزدها باید در انتخابات مقدماتی که در تمام ایالت‌ها برگزار می‌شود، به پیروزی دست یابند و رقبای خود را از صحنه خارج کنند. آنان در این مسیر طولانی بیش از هر عاملی به توان مالی نیاز دارند تا بتوانند هزینه‌های تبلیغاتی پرخرج را در ۵۰ ایالت پرداخت نمایند. در این میان، کسب حمایت گروه‌های ذی‌نفوذ و محافل مالی–اقتصادی از اهمیت شایان توجهی برخوردار است. بر اساس محاسبات پیچیده در داخل احزاب، از میان نامزدهای متعدد، فردی قادر خواهد بود با پشت سر گذاشتن رقبا به عنوان نامزد رسمی حزب معرفی شود که بیشترین آراء هیئت‌های مذاکره‌کننده حزب را بدست آورد. به عنوان مثال هنگامی که بیل کلینتون فرماندار آرکانزاس در جریان انتخابات مقدماتی در سال ۱۹۹۱ توانست ۱۹۸ رای هیئت الکترال را در ۵ ایالت کسب کند و در صدر فهرست نامزدهای حزب دموکرات ایالات متحده آمریکا بنشیند، به عنوان نامزد اصلی مطرح شد. بلافاصله پس از کسب این تعداد آراء، دوتن از رقبای حزبی وی که نتوانسته بودند به اندازه کلینتون پول خرج کنند و حمایت اعضاء را جلب نمایند، از دور انتخابات مقدماتی کنار کشیدند.
در این میان انتخاب معاون رئیس‌جمهور ایالات متحده آمریکا از طرف هر یک از نامزدها اهمیت خاصی دارد و می‌تواند تأثیر مهمی بر میزان آراء نامزدها بر جای بگذارد. عمدتاً نامزد معاون رئیس‌جمهور از منطقه‌ای به جز منطقه نامزد رئیس‌جمهور ایالات متحده آمریکا انتخاب می‌شود تا از این طریق امکان جلب آراء بخش دیگری از کشور فراهم شود.